# سرگذشت یک غریق
سرگذشت یک غریق (انگلیسی: The Story of a Shipwrecked Sailor) کتابی نوشتهٔ گابریل گارسیا مارکز نویسندهٔ کلمبیایی برنده نوبل ادبیات است. این داستان که بر اساس یک رخداد واقعی نوشته شده‌است، ابتدا در سال ۱۹۵۵ میلادی در روزنامه «اِل اسپکتادور دِ بوگاتا» به تحریر درآمد. مارکز در آن سال‌ها هنوز خبرنگار جوانی بود لیکن اثری را که از بیان این واقعه آفریده‌است نه تنها خواننده را با خود به عمق ماجرا می‌برد بلکه در میان این دنیای سخن صدها نکته ظریف و مملو از حقیقت در کنار او می‌گذارد.

## معرفی
در ۲۸ فوریه سال ۱۹۵۵ خبری مبنی بر مفقود شدن هشت عضو از کارکنان کشتی ناوشکن «کالداس» متعلق به نیروی دریایی کلمبیا که بر اثر طوفان در دریای کارائیب غرق شده بودند منتشر شد. جستجو پس چهار روز متوقف گشت و مرگ دریانوردانِ مفقود به ازصورت رسمی اعلام گردید. با این وجود پس از یک هفته، یکی از آنان در حال مرگ در یک ساحل دور افتاده شمال کلمبیا دیده شد. او ده روز در یک قایق نجات بدون خوردن آب و غذا در دریا سرگردان بود. اسم او «لوئیس آلخاندرو بلاسکو» بود. این کتاب بازنویسی مطبوعاتی از ماجرایی است که او برای مارکز تعریف کرد و به همان صورت یک ماه بعد از فاجعه، داستان به وسیله روزنامه «اِل اسپکتادور دِ بوگاتا» منتشر شد.

## داستان
این کتاب، سرگذشت ملوانی است که به همراه همکارانش در دریای کارائیب دچار طوفان شده و غرق می‌شوند. اما شخصیت اصلی داستان به طور معجزه آسایی پس از ده روز تحمل گرسنگی و مشقت در دریای پر مخاطره به ساحل می‌رسد. به لحاظ حضور در ارتش و نیز اهمیت رسانه ای به او در مدت کوتاهی به یک قهرمان ملّی و یک اسطوره مردمی تبدیل می‌شود و حکومت دیکتاتوری وقت، به او نشان افتخار داده و به درجه افسری ارتقا می‌دهد. پس از مدتی که دقیقه دقیقه زندگی اش تحت‌الشعاع این قضیه قرار می‌گیرد و هر نام تجاری که او از وسایلش در آن ده روز استفاده کرده بابت تبلیغات به او مبلغ هنگفتی می‌دهد که فقط در مصاحبه‌ها عنوان کند که مثلاً فلان آدامس را در آن ده روز می‌جویده یا فلان کفش را به پا داشته‌است. اما چیزی نمی‌گذرد که تنور این بازار سرد می‌شود و برای همه تکراری شده و دیگر کسی به دنیال او نمی‌رود. در این هنگام او که با رفتار رسانه‌ها و مردم عادی و نیز حکومت دیکتاتوری وقت به کسب اعتبار و کسب مادیات از طریق برنامه‌های مختلف و عموماً تبلیغاتی عادت کرده‌است به دنبال ادامه این راه می‌رود و چون رغبت زیادی نمی‌بیند، این بار به دفتر یک روزنامه مراجعه کرده و دربارهٔ آن حادثه دست به یک افشاگری می‌زند. این حرکت نقطه عطف داستان یا شکست باورهای خوانندگان است. افشاگری شخصیت اصلی داستان با جسارت خبرنگار و مدیر مسئول روزنامه همراه می‌شود و پس از مدتی به تعطیلی دفتر روزنامه و بیکاری خبرنگار و تبعید این قهرمان ملّی می‌انجامد. قهرمانی که تنها هنرش زنده ماندن در دریا بوده‌است، به یک تبعیدی منزوی تبدیل می‌شود که او را از خدمت در نظام نیروی دریایی منفصل کرده‌اند. 